# 今井美桜
今井 美桜 （いまい みお、1997年4月9日 - ）は、日本のフリーアナウンサー、キャスター、モデル、YouTuber。埼玉県出身。セント・フォース所属。

## 略歴
- 2017年11月5日、「ミス青山コンテスト2017」グランプリ受賞[2][3]。
- 2018年1月、セント・フォースsproutに所属。
- 同年4月2日、日本テレビ『NEWS ZERO』にお天気キャスターとして出演し、デビュー[4]。
- 2020年3月、青山学院大学教育人間科学部教育学科卒業[5]。卒業と同時に小学校教諭一種免許状を取得。
- 同年8月1日、高木由梨奈、田﨑さくら、中塚美緒らと共にYouTubeチャンネル「Bloome Channel」開設[6]。
- 2024年よりNHK BSの『Jリーグタイム』キャスターを担当[7]。

## 人物
- 身長161cm[8]。
- 趣味は、買い物、料理、スポーツ観戦[要出典]、体を動かすこと[1]。
- 特技は、バスケットボール、ピアノ、いつでもどこでも寝られること[1]。バスケットボールは小学生から高校3年生まで10年間続け[9]、小学生でミニバスケットチーム、中学生で部活動のほかクラブチームに所属し、高校ではバスケットボール部の部長を務めた[9]。
- 家族構成は、父母、姉と本人、弟。東京都内に姉と居住[要出典]。
- 3歳上の姉と仲が良く、本人の希望で幼稚園から大学まで同じ進学先を選んだ[10]。
- 小学生のころに芸能事務所に所属していたが、部活動を頑張りたかったため、すぐにやめてしまった[11]。
- 小学生時代の芸能活動では、ファッション誌『ニコ☆プチ』の読者モデルとして活躍。浅草ROXの広告モデルもつとめた。[要出典]
- 「ミス青山コンテスト2017」に出場したきっかけは、運営団体に勧められたからであり、コンテストがどのようなものか知らずに出場した[5]。出場前は教師かOLになろうと考えていたが、出場直後、セント・フォースsproutに所属することとなった[5]。それまでアナウンサーになりたいと考えたことはなく、学生の間のみの活動を予定していたため、一般企業の就職活動を行い商社や金融から7個以上の[要出典]内定をもらったり、大学で小学校の教員免許を取得したりした[5]。しかし親からの助言(好きなことをして生きなさい)[要出典]により、大学卒業後もアナウンサーを続けることを決めた[5]。

## 出演

### テレビ
- NEWS ZERO（2018年4月2日 - 9月27日、日本テレビ） - 月曜日〜木曜日お天気キャスター
- 水曜日のニュース・ロバートソン（2018年10月3日 - 31日・2019年3月6日 - 20日、BSスカパー!） - マンスリーアナウンサー
- TOKYO MX NEWS（2019年7月29日 - 9月30日[12]、TOKYO MX） - お天気キャスター
- MY BEST WAY（2021年6月1日・8日・11月2日・9日、BSテレビ東京）[13]
- 全日本コロコロからくり装置王決定戦!（2022年3月20日、テレビ東京） - リポーター[14]
- Jリーグタイム（2024年2月18日 - 、NHK BS） - キャスター[7]

### CM
- 医療法人社団風林会 リゼクリニック「ミスキャンパス」篇Aパターン『看護師×アナウンサー』（2018年6月4日 - ）[15]
- フォロミー!第一三共ヘルスケア（2021年7月7日、フジテレビ）[16]
- クイズ1ミニッツ（TBS）

### モデル
- tocco closet（2022年）[17]

## 書籍

### 雑誌連載
- CanCam（2018年 - 、小学館） - CanCam it Girl

### デジタル写真集
- デジタル原色美女図鑑 女子大生キャスター大図鑑 cent.FORCE sprout Fresh File（2018年10月19日、文春e-Books、撮影:根本好伸）[18]
- セント・フォース×VR MODE『VR PHOTO MOVIE#03』 今井美桜（2020年、VR MODE）[19]
- 週プレ プラス!写真集「スミ撮。」2021.9〜2021.11（2021年12月20日、集英社、撮影:鷲見玲奈）